# 달 광물 지도 작성기
달 광물 지도 작성기는 최초로 인도우주연구기구와 NASA가 협력한 우주선으로(합작), 2008년 10월 22일 발사되었다. 관리와 지휘는 브라운 대학교와 NASA와 JPL이 하였다. 목표는 고해상도 스펙트럼 사진을 촬영하여 달의 기원을 알고 미래의 달 탐사의 방향을 안내하는 것이다.

## 역사와 제작 배경
디스커버리 계획의 확장 임무로 제안되어  인도와 같이 만들기로 계약을 하고, 발사장과 발사체, 그리고 일부 부품을 제공하고 조립을 인도우주연구기구와 JPL이 하기로 했다. 그 후 발사장에서 조립되어 2008년 10월 22일 발사되었다.

## 과학장비
적외선 관측기:적외선을 관측하는 관측기로, 적외선 정도의 파장을 탐사하는게 목표다.
카메라:기본적인 사진을 찍는 게 목적이다.
질량 분석기:질량을 분석하는 분석기다. 이 장비로 달의 물을 찾아내었다.

## 발사
2008년 10월 22일 인도의 사티시 다완 우주 센터에서 성공적으로 발사되었다. 그 후 지구를 잠깐 탐사하다가 달로 향하였다.

## 지원, 개발, 투자
다음은 지원, 개발, 투자를 한 단체를 서술해 놓은 문단이다.
- NASA
- JPL
- 인도우주연구기구
- 브라운 대학교
- 하와이 대학교
- 찰스턴 대학교
- 테네시 대학교
- 행성 과학 연구소
- Joe Boardman 연구팀
- Erick Malaret 연구팀
- SAIC